# Ligne 1 du tramway de Debrecen
Pour les articles homonymes, voir Ligne 1.
 (mars 2025).
La ligne 1 du tramway de Debrecen circule entre Nagyállomás et Egyetem,. Il dessert l'Université de Debrecen.